# Ганигівці
Ганигівці, або Ганиґівці, місцева назва Ганіґівці (словац. Hanigovce) — село у Словаччині, Сабинівському окрузі Пряшівського краю.
Уперше згадується в 1330 році. У кадастрі села знаходиться руїна Ганигівського замку з 14 століття.
У селі є греко—католицька церква з кінця 18 століття.

## Географія
Розташоване у північно-східній частині Словаччини на північних схилах Чергівських гір. Протікає Мильпошський потік

## Населення
| Рік:            | 1994. | 2004.    | 2014.   | 2024.   |
| --------------- | ----- | -------- | ------- | ------- |
| Кількість осіб: | 173   | 130      | 133     | 126     |
| Різниця:        |       | -24,85 % | +2,30 % | -5,26 % |

| Рік:            | 2023. | 2024.   |
| --------------- | ----- | ------- |
| Кількість осіб: | 127   | 126     |
| Різниця:        |       | -0,78 % |

У селі проживає 132 осіб.
Національний склад населення (за даними останнього перепису населення — 2001 року):
- словаки — 94,12 %,
- русини — 4,41 %.

Склад населення за приналежністю до релігії станом на 2001 рік:
- греко-католики — 72,79 %,
- православні — 14,71 %,
- римо-католики — 7,35 %,
- не вважають себе вірянами або не належать до жодної вищезгаданої конфесії — 5,15 %.